# Арістобул II
Арістобул II (Aristobulos II; бл 100 до н. е. — 49 до н. е. Рим) — юдейський цар з династії Хасмонеїв та первосвященник від 66 до 63 року до н. е.

## Походження

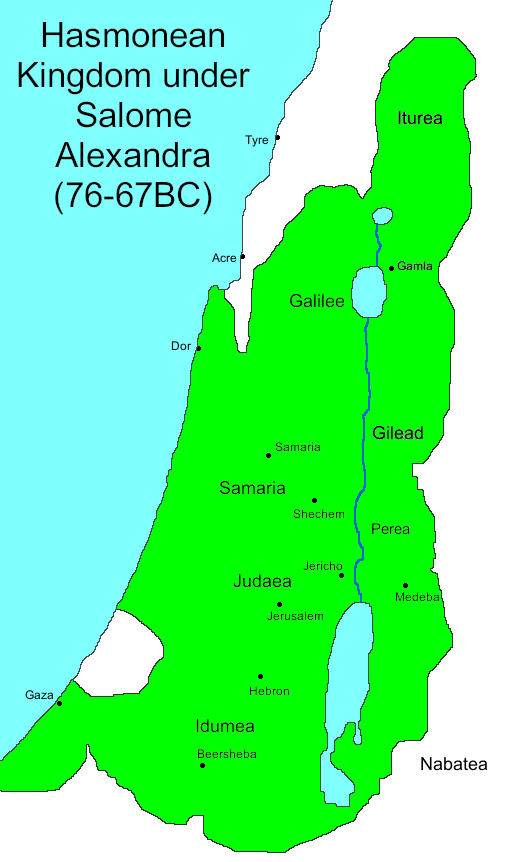
Юдея за часів Арістобула II

Арістобул II був молодшим сином царя Александра Янная та цариці Саломеї Александри.
Після смерті цариці Александри у 67 р. до н. е. владу отримує старший син Йоханан Гіркан II. Арістобул II проте маючи у своєму розпорядженні військову силу вважає Гіркана ІІ неспроможним царювати Юдеї. Боротьба за владу приводить до військового конфлікту у якій перемагає Арістобул ІІ. Йоханан Гіркан ІІ змушений відректися від влади і перейти до світського життя.

## Боротьба за владу
Зі зміною влади частина знаті, що підтримувала Гіркана ІІ відчула себе у небезпеці. Очолював цю частину Антипатр Ідуменянин — батько Ірода І Великого. Він переконав Гіркана ІІ утекти до набатеїв. Цар набатеїв Арета ІІІ передав Йоханану Гіркану ІІ раніше завойовані у Юдеї міста для створення війська. У 65 році Йоханан Гіркан ІІ та Арета ІІІ з військами захопили Єрусалим та перемогли Арістобула.

## ВтручанняРиму
За цими подіями пильно спостерігали і римські легіони. У 64 році до н. е. вони вмішуються у справи Юдеї, правда на запрошення обох ворогуючих сторін. Скавр — квестор і командир легіонів Гнея Помпея Великого витісняє Йоханана Гіркана ІІ та Арету ІІІ, та вирішує справу про владу на користь Арістобула.
Зимою 63/64 р. до н. е. Помпей проводить військову кампанію проти набатеїв і закликає братів зберігати мир. Арістобул ІІ розуміє небезпечність ситуації для нього та хоче зібрати у Єрусалимі сили проти Помпея. Помпей Великий несподівано з'являється із значною військовою силою перед Єрусалимом. Арістобул ІІ капітулює по трьох місяцях спротиву і здається на милість Риму. Помпей арештовує його і відправляє у Рим.
У 49 р. до н. е. Гай Юлій Цезар вирішує надати Арістобулу римські війська для відновлення його панування у Юдеї і тим самим використання його під час громадянської війни у Римі та протистоянні Цезаря з Помпеєм. Однак планам Цезаря не судилося збутися. Арістобул ІІ був отруєний у Римі за наказом Гнея Помпея Великого.
Набальзамоване тіло Арістобула вислали в Юдею у фортецю Александрейон.
У той же рік (49 р. до н. е) страчено у Александрії старшого сина Арістобула ІІ — Александра. Його другий син Антігон також повставав проти Риму і був останнім царем з династії Хасмонеїв. Царював у 40–37 р. до н. е.